# Allsvenskan i bandy för damer 2012/2013
Allsvenskan i bandy för damer 2012/2013 var den högsta serien för bandy för damer i Sverige för säsongen 2012/2013. AIK var regerande mästare från förra säsongen, men besegrades i finalen av Sandvikens AIK som blev svenska mästare denna säsong.

## Tabell
Uppsala skulle ha blivit nedflyttade och Västerås SK skulle ha blivit tvungna att kvala, men till följd av ett nytt seriesystem görs Allsvenskan om och båda lagen fick behålla sin plats till kommande säsong.
Lag 1–4: Semifinal
Lag 5–6: Färdigspelat
Lag 7: Kvalspel
Lag 8: Nedflyttade
| Lag            | S  | V  | O | F  | GM  | IM  | MS  | P  |
| -------------- | -- | -- | - | -- | --- | --- | --- | -- |
| AIK            | 14 | 13 | 0 | 1  | 95  | 20  | +75 | 26 |
| Sandvikens AIK | 14 | 12 | 0 | 2  | 115 | 18  | +97 | 24 |
| Kareby IS      | 14 | 11 | 0 | 3  | 77  | 26  | +51 | 22 |
| Söråkers IF    | 14 | 7  | 0 | 7  | 59  | 56  | +3  | 14 |
| Hammarby IF    | 14 | 5  | 0 | 9  | 40  | 59  | −19 | 10 |
| Tranås AIF     | 14 | 4  | 0 | 10 | 36  | 81  | −45 | 8  |
| Västerås SK    | 14 | 3  | 1 | 10 | 36  | 105 | −69 | 7  |
| Uppsala BoIS   | 14 | 0  | 1 | 13 | 22  | 115 | −93 | 1  |

| Hemma \ Borta  | AIK  | HIF | KIS  | SAIK | SIF | TAIF | UBIS | VSK  |
| AIK            | —    | 7–1 | 1–0  | 6–3  | 8–4 | 13–0 | 9–1  | 8–2  |
| Hammarby IF    | 1–7  | —   | 2–4  | 1–8  | 4–1 | 0–4  | 7–0  | 0–3  |
| Kareby IS      | 0–3  | 5–2 | —    | 0–5  | 4–1 | 11–1 | 5–0  | 12–2 |
| Sandvikens AIK | 4–1  | 5–1 | 2–3  | —    | 6–2 | 11–0 | 14–1 | 14–1 |
| Söråkers IF    | 1–3  | 7–5 | 2–7  | 0–6  | —   | 6–3  | 11–2 | 8–2  |
| Tranås AIF     | 1–7  | 3–4 | 2–3  | 0–9  | 1–3 | —    | 5–2  | 6–3  |
| Uppsala BoIS   | 1–8  | 3–4 | 2–13 | 0–17 | 1–6 | 3–9  | —    | 5–5  |
| Västerås SK    | 1–14 | 2–8 | 1–10 | 2–11 | 4–7 | 6–1  | 2–1  | —    |

## Slutspel

### Semifinal
AIK fick som seriesegrare möta det i slutspelet sämst rankade laget, Söråkers IF, som kom fyra i grundserien. Tvåan Sandvikens AIK ställdes mot Kareby IS som kom trea i grundserien. Semifinalerna spelas i bäst av fem matcher. AIK och Sandviken hade båda hemmaplansfördel i semifinalerna till följd av deras högre tabellplaceringar.
| Datum                                  | Match            | Resultat  |
| -------------------------------------- | ---------------- | --------- |
| AIK–Söråkers IF 3–0 i matcher          |                  |           |
| 27 februari 2013                       | Söråker–AIK      | 2–9       |
| 2 mars 2013                            | AIK–Söråker      | 11–1      |
| 6 mars 2013                            | AIK–Söråker      | 12–3      |
| Sandvikens AIK–Kareby IS 3–0 i matcher |                  |           |
| 27 februari 2013                       | Kareby–Sandviken | 1–9       |
| 2 mars 2013                            | Sandviken–Kareby | 8–2       |
| 6 mars 2013                            | Sandviken–Kareby | 5–4 e str |

### Final
SM-finalen spelades för första gången på Friends Arena i Solna i Stockholm. Finalen spelades den 16 mars 2013 och Sandvikens AIK vann SM-guld efter finalseger mot AIK.
| Resultat               |
| ---------------------- |
| AIK–Sandvikens AIK 2–4 |

## Kvalspel
Ett kvalspel skulle ha spelats mellan Västerås SK, Haparanda-Torneå PV och Skirö AIK, men bandyförbundet beslöt sig innan kvalet för att göra om seriesystemet så att inget kval blev nödvändigt. Istället deltar alla lag i både Allsvenskan och Division 1 i den nya Allsvenskan kommande säsong.